# Dodge Spirit
Dodge Spirit — седан середнього розміру на 5- або 6 пасажирів, який був представлений у січні 1989 року як заміна для Dodge 600 аналогічного розміру. Spirit був версією Dodge платформи Chrysler AA, розтягнутою варіацією платформи Chrysler K. Він був зібраний на заводі Newark Assembly в Ньюарку, Делавер, на Toluca Car Assembly в Толуці, Мексика, а також у Валенсії, Венесуелі, і був подібний з седаном Chrysler LeBaron 1990—1994, Plymouth Acclaim, 1989—1995 років та експортним Chrysler Saratoga 1989—1995 років.

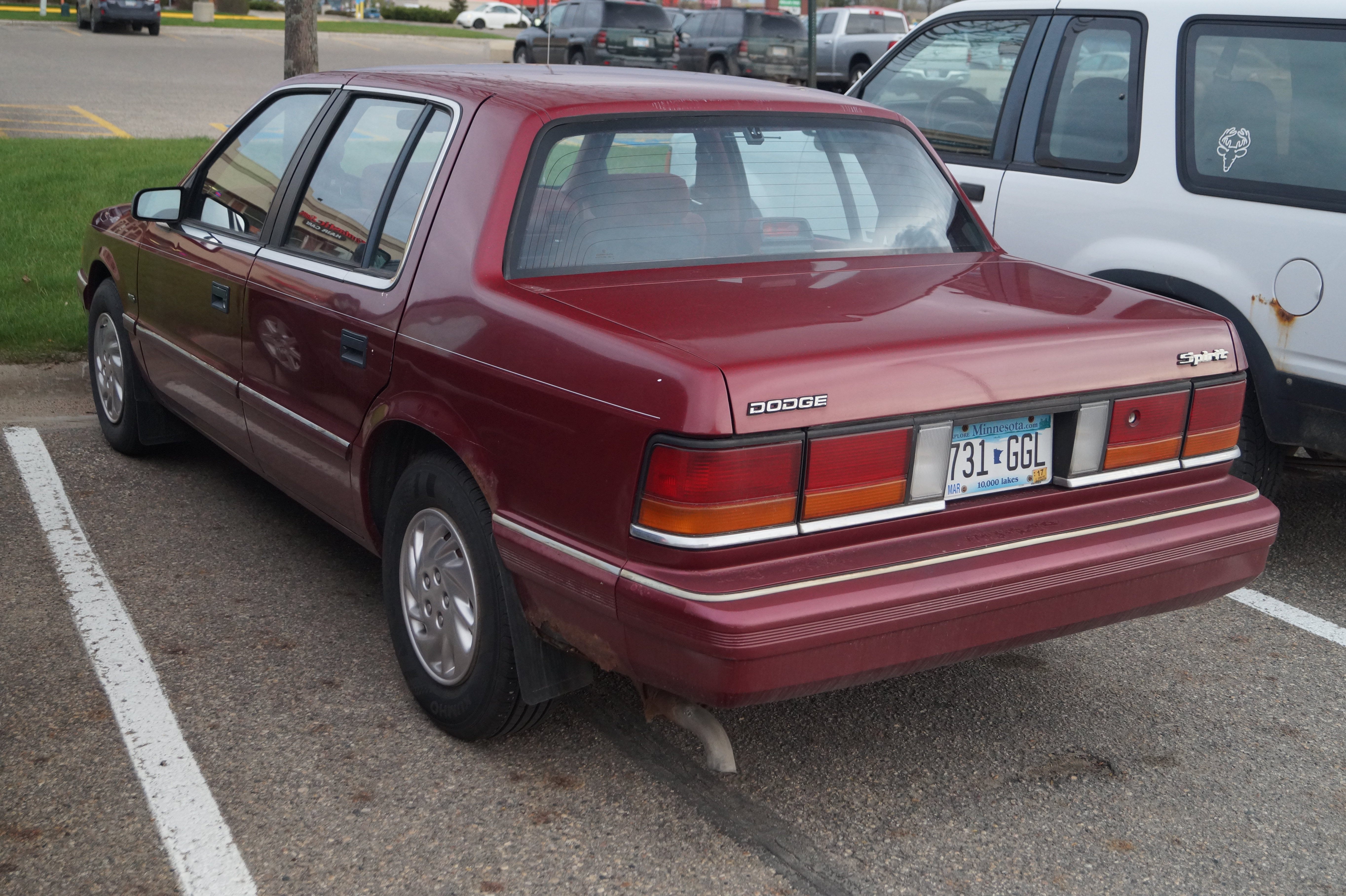

Spirit також був описаний як заміна меншому Dodge Aries та хечбеку Dodge Lancer, хоча Dodge Shadow, запущений в 1986 році, у більшості вимірів ближчий, ніж Spirit до Aries і Lancer. Всього за перший рік було продано 60 000 автомобілів, що достатньо, щоб виробництво Aries було зупинено в середині сезону. Виробництво Spirit закінчилося 9 грудня 1994 року, разом з Plymouth Acclaim, і продававася до 1995 року. Замість нього був представлений Dodge Stratus.

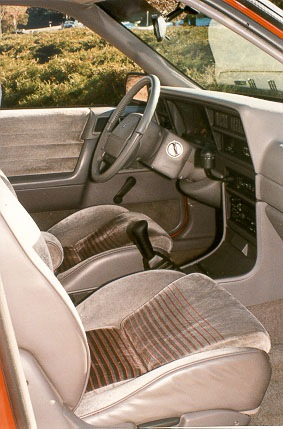

Spirit конкурував з Ford Tempo, Ford Taurus, Honda Accord та Toyota Camry. Spirit продавався добре.

## Двигуни
- 2.2 L Turbo III I4 224 к.с. 294 Нм
- 2.5 L K I4 100 к.с.
- 2.5 L Turbo I I4 150 к.с.
- 3.0 L Mitsubishi 6G72 V6 141 к.с.

## Продажі
| Рік    | США     |
| ------ | ------- |
| 1989   | 68,661  |
| 1990   | 99,319  |
| 1991   | 97,242  |
| 1992   | 78,719  |
| 1993   | 62,951  |
| 1994   | 42,443  |
| 1995   | 12,991  |
| Всього | 462,326 |